# Jonas Wirmola
Jonas Wirmola (17 luglio 1969) è un allenatore di calcio ed ex calciatore svedese, di ruolo difensore.

## Carriera

### Giocatore

#### Club
Wirmola giocò per il Växjö e per il Kalmar, prima di trasferirsi al Väckelsång. Successivamente, militò nelle file di Vederslöv/Dänningelanda e Spårvägen, per poi accordarsi con l'Öster.
Conclusa questa esperienza, si trasferì nuovamente allo Spårvägen e poi agli inglesi dello Sheffield United. Rientrò in seguito in Svezia, per giocare al Malmö. Vestì poi la maglia degli scozzesi del Dundee United e dei norvegesi dello Skeid. Per quest'ultima squadra, esordì nell'Eliteserien in data 13 aprile 1997, nella sconfitta per 4-0 in casa dello Strømsgodset. Il 25 maggio segnò la prima rete, nella vittoria per 3-0 sul Lyn Oslo.
Tornò poi al Malmö FF, prima di trasferirsi all'IFK Malmö, dove chiuse la carriera.

### Allenatore
Nel 2002, diventò allenatore dell'IFK Malmö. Nel 2003 guidò lo Höllviken, mentre nel 2004 ricoprì la stessa carica all'Högaborg. Nel 2005, fu scelto come tecnico del Näset/Höllviken.